# Хуго I фон Нордгау
Хуго I фон Нордгау (на немски: Hugo I von Nordgau; на френски: Hugues Ier de Nordgau; * 880; † 940) от род Етихониди, е граф на Хоенбург в Нордгау в Елзас, Ортенау и в Ааргау, фогт на абатство Людерс (Лур). Той е прапрадядо на папа Лъв IX.

## Произход и наследство
Той е син на граф Еберхард III фон Нордгау-Ааргау (ок. 860 – 920) и съпругата му Аделинда (Аделаида) от Вермандоа. Брат е на граф Еберхард II фон Нордгау († пр. 11 ноември 940). Той е потомък на Етихо, третият известен херцог в Елзас († 682/700), бащата на Света Одилия († 720).
През 910 г. Хуго наследява баща си като граф. Той умира през 940 г. като монах.

## Фамилия
Хуго I се жени ок. 899 г. за Хилдегард де Ферете фон Пфирт. Те имат децата:
- Еберхард IV фон Нордгау († 972/973), граф в Нордгау, женен за Луитгарда (или Хилдегарда) от Мец († 966)
- Хуго IV (VI) († сл. 959), граф в Нордгау, граф на Егисхайм
- Гунтрам Богати († сл. 26 март 990), основател на род Хабсбурги
- Адел или Аликс († 961), омъжена за Регинар III († 971/997) граф на Хенегау (Регинариди)